# サクラ・トレード・センター
サクラ・トレード・センター（英語: Sakura Trade Center Co., Ltd.、略称STC）は、ミャンマーの貿易会社。2010年代前半には、日本の中古車をミャンマーに輸入して販売する事業が主軸となっていた。本社の所在地はヤンゴンで、1981年に日本へ渡航した経験のあるビルマ人ウ・ティ・アウン (ဦးဋ္ဌေးအောင် U Htay Aung) が1993年に設立。同氏は、会社設立以前からテレビなどの家電製品、オートバイ、コピー機を日本からミャンマーに輸入する貿易事業に携わっていた。

## 沿革
1981年、サクラ・トレード・センターはサクラ・オート・ワークショップ (Sakura Auto Workshop) と共に創業され、日本の自動車会社のビルマ（1989年よりミャンマー）総代理店となって、創業オーナー社長ウ・ティ・アウン (ဦးဋ္ဌေးအောင် U Htay Aung) の経営のもと中古自動車や機械類をビルマ市場、ミャンマー市場に販売した。中古車や機械だけでなく、新車や家電製品も取り扱っている。
設立年月日は1993年10月30日、資本金は600億チャット（日本円換算で約50億円）、従業員数は400名、発行済株式総数は60万、取引銀行はグローバル・トレジャー・バンク (Global Treasure Bank)、ミャンマー外国貿易銀行 (Myanmar Foreign Trade Bank)、ユナイテッド・オーバーシーズ銀行、三菱東京UFJ銀行。
2012年に中古自動車の輸入が自由化されてから2015年12月に右ハンドル車の輸入規制が始まるまでの間は特に日本の中古車販売が好調で、ピーク時には年間1万台もの中古車を日本からミャンマーに輸入していた。しかし、2016年11月のミャンマー政府からの発表で、2017年から同国への右ハンドル車の輸入が原則禁止となることが明らかになったため、機を見るに敏なウ・ティ・アウン社長は早くも翌12月にスズキの左ハンドル車の新車ショールームを手掛けて、「もう中古車の伸びは見込めない。18年に販売の9割は新車にする」と明言した。2019年からいすゞの新車ディーラーとヤンゴンで特殊車両の組み立て工場を現在まで手かけている。